# FlatOut 3: Chaos and Destruction
FlatOut 3: Chaos and Destruction est un jeu vidéo de course et d'action développé par Team6 et édité et Strategy First. Il est sorti le 13 décembre 2011 sur Microsoft Windows.

## Accueil
Pour le journaliste de jeuxvideo.com qui a essayé le jeu, l'étiquette de la série y a été collé pour le vendre sans que ce ne soit « réellement » un épisode de la série, dont les jeux sont habituellement mieux notés. En effet, c'est une catastrophe sur tous les plans, un « produit minable à la réalisation honteusement pathétique » : selon lui, il est injouable quelle que soit la configuration, dispose de graphismes dépassés et d'une durée de vie quasi nulle tellement il est désagréable d'y jouer.